# گرترود ابرکرومبی
گرترود ابرکرومبی (انگلیسی: Gertrude Abercrombie؛ ۱۷ فوریهٔ ۱۹۰۹ – ۳ آوریل ۱۹۷۷) یک هنرمند، و نقاش اهل ایالات متحده آمریکا بود. وی ملقب به ملکه هنرمندان بوهمین بود. او به واسطه علاقه‌مندی به موسیقی جاز و معاشرت با موسیقیدانان این سبک، تحت تأثیر این گونه موسیقی قرار داشت به نوعی که می‌توان سبک جاز را الهام‌بخش ابرکرومبی در خلق بسیاری از تابلوهای نقاشیش دانست.

## اوایل زندگی
ابرکرمبی در 17 فوریه 1909 در آستین ، تگزاس متولد شد.  پدر و مادرش ، تام و لولا جانس ابرکرومبی ، خواننده های اپرا در دوره گرد بودند که اتفاقاً روز تولد گرترود در آستین بودند. خانواده در سال 1913 برای ادامه زندگی در  برلین ساکن شدند ، اما آغاز جنگ جهانی اول باعث بازگشت خانواده به ایالات متحده شد. پس از بازگشت خانواده قبل از اقامت در هاید پارک ، شیکاگو در سال 1916 در آلدو ، ایلینوی زندگی می کردند.
وی در سال 1929 از دانشگاه ایلینوی در اوربانا - شامپاین مدرک زبانهای عاشقانه را بدست آورد. وی پس از مطالعه مختصر نقاشی در انستیتوی هنر شیکاگو ، دوره ای یک ساله در هنر تجاری را در آکادمی هنر آمریکا در شیکاگو گذراند و منجر به اولین کار دستکش کشیدن برای تبلیغات فروشگاه های مسیرو شد. او همچنین مدت کوتاهی به عنوان یک هنرمند برای سیرز کار می کرد.

## حرفه هنر زیبا
در سال 1932 او کاملا بر هنر متمرکز شد.  تابستان سال بعد او اولین فروش خود را در یک نمایشگاه هنری در فضای باز در شیکاگو انجام داد و در روزنامه بخاطر این رویداد مورد افتخار قرار گرفت. در اواسط دهه 1930 او از خانه خانواده خود نقل مکان کرد و در صحنه هنر منطقه ای فعال شد. وی از سال 1934 تا 1940 به عنوان نقاش در اداره پیشرفت کار فعالیت کرد و در سال 1934 انجمن هنرمندان شیکاگو نمایش انفرادی از کارهای وی را برگزار کرد.  در طی دهه های 1930 و 1940 او همچنین شروع به ایجاد چوب های بری کرد.
در سال 1940 با رابرت لیوینگستون ازدواج کرد و در سال 1942 دخترشان دینا را به دنیا آورد. در سال 1948 این زوج طلاق گرفتند. در همان سال او با فرانک سندیفورد ، منتقد موسیقی ازدواج کرد ، و دیزی گیلسپی در عروسی او اجزا کرد. این زوج در سبک زندگی بوهمی و صحنه جاز شیکاگو فعال بودند از این دلیل  ارتباط آنها با ژیلسپی بود. آنها از طریق Sandiford و از طریق مهارت های Abercrombie به عنوان یک پیانیست بداهه نوازندگان را ملاقات کردند. این زوج در سال 1964 طلاق می گیرند. 

## مرگ
در اواخر دهه 1950 ، به دلیل مشکلات مالی ، اعتیاد به الکل و آرتروز ، سلامتی او رو به زوال گذاشت و مجرد شد. پس از سال 1959 ، نقاشی های او از نظر تعداد و همچنین مقیاس کاهش یافت.  او به صندلی چرخدار احتیاج داشت و سرانجام بستری شد. در سال آخر زندگی وی ، یک نگاه گذشته گرایانه از کارهای اصلی وی در مرکز هنری هاید پارک برگزار شد.  وی در 3 ژوئیه سال 1977 در شیکاگو درگذشت.

## مضامین
ابرکرمبی تنوع زیادی از موضوعات مورد علاقه خود را نقاشی کرد: فضای داخلی با مبلمان کم ، مناظر بایر ، عکسهای شخصی و زندگی های بی جان. بسیاری از ترکیبات شامل یک زن تنها با لباس مجلسی است که اغلب با صفات جادوگری به تصویر کشیده شده است: یک جغد ، یک گربه سیاه ، یک توپ بلور ، یا یک جارو. این آثار غالباً از خود پرتره بودند ، همانطور که وی کمی قبل از مرگ در مصاحبه ای با Studs Terkel اظهار داشت: "من همیشه خودم را نقاشی می کنم".  او خود را زشت می دانست ؛  در زندگی او گاهی اوقات کلاه مخملی نوک تیز می پوشید تا ظاهر شبیه جادوگر خود را برجسته کند ، "از قدرتی که این هنر به او می داد نسبت به دیگران که می ترسند یا از آن عقب می افتند لذت ببرد." ابرکرمبی همچنین از رویاهای خود به عنوان منبعی "خوداظهار" برای نقاشی هایش برای انتقال واقعیت ، اما با توهمات خیالی الهام گرفته است.  دهه های 1940 و 50 به عنوان پربارترین و پربارترین دوره وی توصیف می شود. زمانی که او دیگر بسیاری از پرتره ها را نقاشی نمی کرد ، اما مضامین ذکر شده در بالا را حفظ کرد. 
آثار پخته شده آبکرامبی به سبک کنترل شده ای دقیق نقاشی شده اند. او علاقه چندانی به کارهای دیگر هنرمندان نداشت ، گرچه ماگریت را تحسین می کرد. او که عمدتاً خودآموخته بود ، عدم آموزش رسمی گسترده خود را مانعی نمی دانست.  او در مورد کار خود گفت:
من به چیزهای پیچیده و چیزهای عادی علاقه ندارم. من چیزهای ساده ای را دوست دارم و دوست دارم نقاشی کنم که کمی عجیب است. کار من مستقیماً از آگاهی درونی من ناشی می شود و باید به راحتی بیاید. این یک فرآیند انتخاب و کاهش است. 
کار او با الهام گرفتن از مهمانی ها و جلسات مربا که در خانه هاید پارک خود برگزار کرد ، تبدیل به عشق او به موسیقی جاز شد. نوازندگانی مانند سانی رولینز ، مکس روچ ، جکی کاین و کوارتت مدرن جاز دوست محسوب می شدند. دیزی گیلسپی او را اولین هنرمند توصیف کرد. بوپ به این معنا که او جوهره موسیقی ما را گرفته و آن را به شکل دیگری از هنر منتقل کرده است". 

## آثار هنری
- Winding Road, 1937
- Slaughterhouse Ruins in Aledo, 1937
- The White Horse, 1938
- Tree at Aledo, 1938
- The White Cat, 1938
- The Pump, 1938
- Landscape, 1941
- The Owl Tammer, 1945
- The Ivory Tower, 1945
- Woman in front of the Lantern, 1946
- The Bride, 1946
- Stairway and Tree, 1946
- Clouds at Home, 1946
- Reverie, 1947
- Landscape with Ladder, Cloud and Mushroom, 1947
- The Red Rock, 1948
- Owl in a Stick, 1948
- The Flood, 1948
- Bandstand, 1948
- A Terribly Strange Tree, 1949
- Stange Shadows (Shadows and Substance), 1950
- Interior with Baloon and Black Cat, 1951
- Shell and Drapery, 1952
- Ballet for an Owl, 1952
- The Queen, 1954
- Sunset, 1954
- Owl and Tower, 1954
- Night Arrives, 1954
- Long Ago and Far Away, 1954
- Eggs and Carnation, 1955
- My Second Best Box, 1957
- Two Cats and a Lady, 1958
- Chaise Longue, 1958
- Shell with lea, 1958
- Moored to the Moon, 1963
- For Once in My Life, 1969